# Nueva canción
La nueva canción ([ˈnweβa kanˈθjon], [kanˈsjon], littéralement « nouvelle chanson ») est un genre musical issu de la musique folklorique latino-américaine. Ce genre joue un rôle important dans les mouvements sociaux en Amérique latine durant les années 1970 et 1980. La nueva canción émerge dans les années 1960, dans la continuité de la nueva canción chilena, (nouvelle chanson chilienne), et est rapidement associée aux mouvements de la nouvelle gauche latino américaine et aux mouvements pour les droits de l'homme en raison de ses textes très politisés.
Beaucoup de ses interprètes sont forcés à l'exil ou tués par les dictatures latino-américaines. Bien que ce genre ne soit plus dominant dans le paysage latino-américain, il influence durablement d'autres genres comme le rock latino-américain, la musique andine ou même la cumbia. Les interprètes les plus connus du genre sont Víctor Jara, Violeta Parra, et Mercedes Sosa.

## Caractéristiques
La nueva canción est un genre musical composé à des fins sociales. Les thèmes lyriques et musicaux s'inspirent des classes populaires et font souvent usage de la satire pour mieux faire comprendre leurs besoins de changements sociopolitiques. Le genre est lancé en réponse à la domination des musiques américaine et européenne sur le marché de l'époque en Amérique latine. La nueva canción est explicitement liée à la politique de gauche.

## Histoire
La nueva canción se développe dans le contexte historique du « boom folklorique » survenu en Amérique latine dans les années 1950. La Chilienne Violeta Parra et l'Argentin Atahualpa Yupanqui sont deux figures traditionnelles du genre. Le mouvement est également soutenu par la législation, tels le décret 3371/1949 de protection de la musique nationale de Juan Perón et la loi N.º 14.226 aussi appelée ley del Número Vivo,,.
Des manifestations nationales de nueva canción commencent à émerger à la fin des années 1950. Les premières se déroulent en Espagne et au Chili, et manifestent pour la reconnaissance de la culture et de la langue catalanes. La musique prend rapidement de l'ampleur en Argentine puis dans tout le continent sud-américain dans les années 1960 et 1970. Plusieurs étymologies sont utilisées, mais le terme de nueva canción est définitivement adopté pendant l'Encuentro de la Canción Protesta de 1967.

## Groupes et artistes
Parmi les artistes principaux souvent associés à la Nueva canción, on peut citer : Amparo Ochoa, Gabino Palomares et Óscar Chávez au Mexique ; Alí Primera, Gloria Martín, Soledad Bravo et Los Guaraguao au Venezuela ; Facundo Cabral, Jorge Cafrune, Mercedes Sosa, Piero, Víctor Heredia, César Isella en Argentine ; Chico Buarque, Gilberto Gil, Milton Nascimento, Caetano Veloso au Brésil ; Eduardo Meana, Víctor Jara, Ángel Parra,  José Larralde au Chili ; Rubén Blades, les frères Carlos Mejía Godoy et Luis Enrique Mejía Godoy au Nicaragua ; Carlos Puebla, Pablo Milanés, Amaury Pérez et Silvio Rodríguez à Cuba ; Alfredo Zitarrosa,  Daniel Viglietti, José Carbajal el Sabalero en Uruguay ; Manuel Monestel, Armando Tejada Gómez, Geraldo Vandré, Rómulo Castro.
Parmi les groupes représentatifs du genre, on peut citer : Cuarteto Zupay, Los Guaraguao, Illapu, Inti-Illimani, Quilapayún, Los Olimareños, Opus Cuatro, Pedro y Pablo, Quinteto Tiempo, La Federación de Sonido Popular, Pancasán, Dúo Guardabarranco, Igni Tawanka, Savia Nueva, Convite, Kin-Lalat, Yolocamba I Ta, Expresión Joven, Haciendo Punto En Otro Son. 